# 주 양왕
주 양왕(周 襄王)은 주나라의 제18대 왕(재위: 기원전 652년 ~ 기원전 619년)이다. 성은 희(姬), 이름은 정(鄭)이다. 주 혜왕의 아들이다.

## 생애
아버지 혜왕이 전처의 사후에 후처(혜후)와의 사이에 태어난 자대(숙대)를 총애했으므로 양왕은 왕위 계승이 이복동생에게 가는 것은 아닐까 두려워하고 있었다.
혜왕 25년(기원전 652년), 혜왕이 사망했다. 양왕은 혜왕의 상과 동시에 당시의 패자인 제의 환공에게 사자를 보내 그 지원을 얻어 즉위했다.
양왕 3년(기원전 649년), 숙대는 융·적과 함께 양왕을 공격했다. 양왕은 숙대를 주살하려 했지만 숙대는 제로 도망쳤다. 제의 환공은 관중을 통해 주와 융을 화해시켰고 습붕을 통해 진과 융을 화해시켰다. 양왕 12년(기원전 640년), 숙대는 주로 복귀했다.
양왕 13년(기원전 639년), 정이 활을 정벌하자 양왕은 유손·백복을 보내 활의 땅을 헌상하도록 요구했으나 정은 두 명을 잡아두었다. 양왕은 분개해 정을 정벌하려고 했다. 문관인 부신이 만류하였으나 양왕은 듣지 않고 다음 해(기원전 637년), 양왕은 군을 인솔해 정을 정벌했다.양왕은 이 때, 적인의 딸(적후)를 아내로 맞았다.
양왕 16년(기원전 636년), 양왕이 적후에게 싫증나자 적후는 분개해 혜후의 아들 숙대를 세울 계획을 세웠고 혜후와 적후·숙대는 내응해 융·적을 맞아들이고 양왕을 추방했으며 숙대를 천자에 즉위 시켰다. 양왕은 정으로 도망쳤고 정은 왕을 사(汜)에 머물게 했다.
양왕 17년(기원전 635년), 양왕은 진에 구원을 요청했다. 진의 문공이 융·적을 추방하고 숙대를 주살해, 양왕은 복위할 수 있었다. 양왕은 진의 문공에게 방백의 지위와 하내의 땅을 주었다.
양왕 32년(기원전 620년), 양왕이 사망하고 아들인 임신(경왕)이 즉위하였다.
| 전 임 아버지 혜왕 랑 | 제18대 주나라의 왕 기원전 652년 ~ 기원전 619년 | 후 임 아들 경왕 임신 |